# Norman (motorfietsmerk)

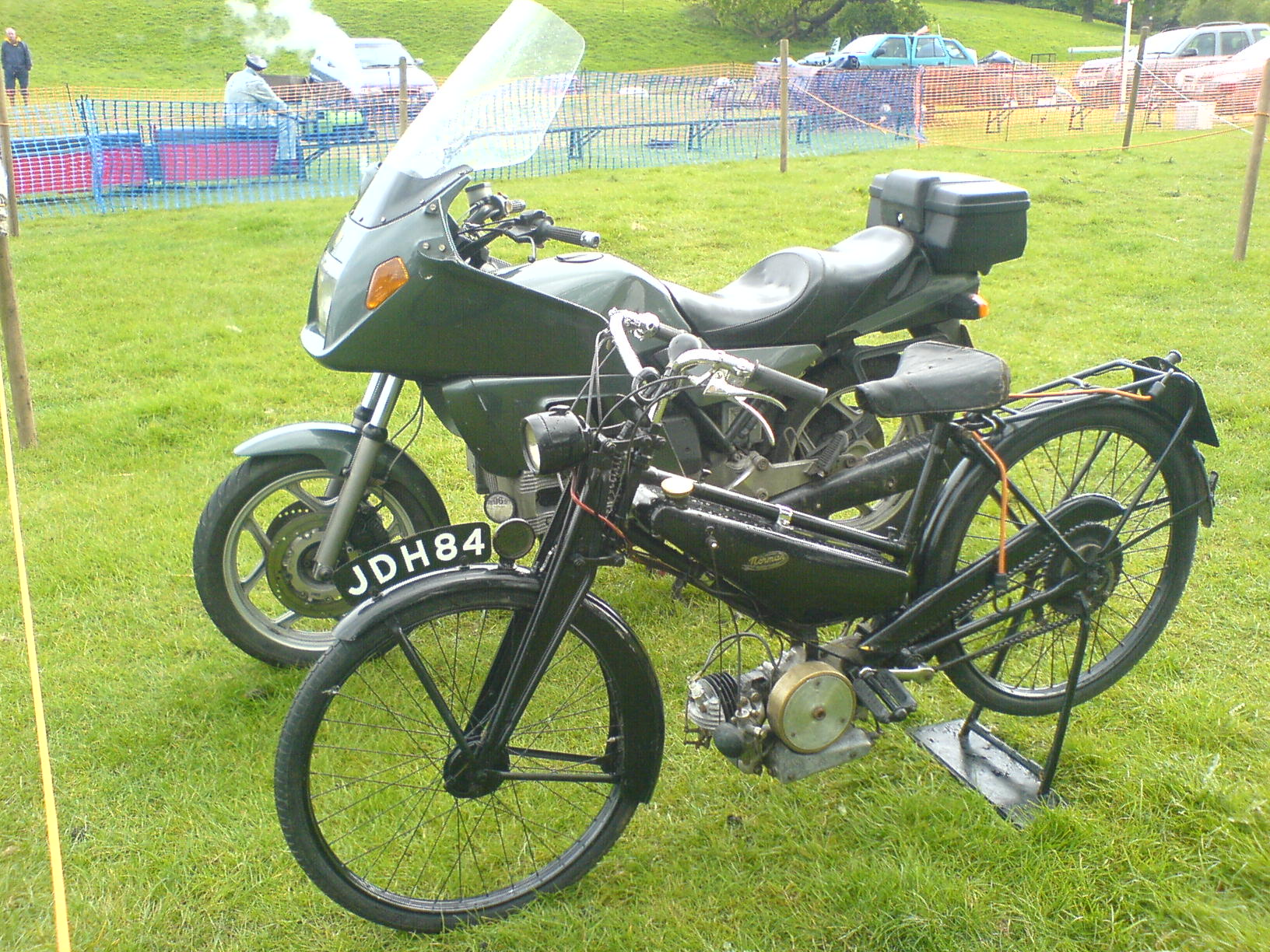
Norman Autocycle (voorgrond)

Norman was een Brits merk van motorfietsen, inbouwmotoren en autocycles.
Norman Cycles Ltd., Ashford, Kent, later Raleigh Industries Ltd., Nottingham (1937-1961). 
Het Engelse merk Norman kwam aanvankelijk met 98 cc-modellen op de markt, en ging vanaf 1939 Rudge-98 cc autocycles in licentie bouwen. 
Van 1946 tot 1954 bouwde men fietsen met 98-, 122- en 197 Villiers-hulpmotoren. De Norman TS motorfiets kreeg van 1954 tot 1958 een 242cc British Anzani Unitwin tweetaktmotor.
Eind jaren vijftig kocht Norman de resten van het merk Achilles in Wilhelmshafen-Langewerth op. Voor de motorfietsenproductie werden 98- tot 248 cc Villiers-tweetaktmotoren gebruikt. 
In sommige landen was een 198 cc-model onder de merknaam Rambler leverbaar. Deze naam werd alleen voor de export gebruikt. Norman leverde ook inbouwmotoren aan andere merken. 
In 1961 werd het merk opgekocht door de Raleigh-groep.